# Departamentul Donga
Departamentul Donga este o unitate administrativă de gradul I a Beninului. Reședința sa este orașul Djougou.